# Љуботин (Стара Љубовња)
Љуботин (слч. Ľubotín) насељено је мјесто са административним статусом сеоске општине (слч. obec) у округу Стара Љубовња, у Прешовском крају, Словачка Република.

## Становништво
| Година:    | 1994. | 2004.   | 2014.   | 2024.   |
| ---------- | ----- | ------- | ------- | ------- |
| Број људи: | 1286  | 1338    | 1362    | 1308    |
| Разлика:   |       | +4,04 % | +1,79 % | -3,96 % |

| Година:    | 2023. | 2024.   |
| ---------- | ----- | ------- |
| Број људи: | 1315  | 1308    |
| Разлика:   |       | -0,53 % |

Према подацима о броју становника из 2024. године насеље је имало 1308 становника.